# 미즈호운도조니시역
미즈호운도조니시역(일본어: 瑞穂運動場西駅, みずほうんどうじょうにしえき)은 일본 아이치현 나고야시 미즈호구에 위치한 철도역이다.

## 역 구조
지하 2층 규모의 지하역으로, 승강장은 1면 2선의 섬식 승강장이다. 개찰구는 1곳, 출구는 5곳이다. 개찰구 외의 엘리베이터는 1번 출입구와 이어지고 있다.

### 승강장
| 1 | ■ 사쿠라도리 선 | 아라타마바시·도쿠시게 방면      |
| 2 | ■ 사쿠라도리 선 | 이마이케·나고야·다이코도리 방면 |

## 역 주변
- 미즈호 공원
- 나고야 시 미즈호 운동장
  - 나고야 시 미즈호 공원 육상 경기장
  - 나고야 시 미즈호 공원 기타 육상 경기장
  - 나고야 시 미즈호 공원 야구장
- 다카기 병원
- 미즈호 우체국
- 쓰가타 신사
- 나고야 시립 도요오카 초등 학교
- 나고야 시립 미즈호 초등학교
- 나고야 시립 쓰가타 중학교
- 야마테 그린 로드

## 역사
- 1994년 3월 30일: 미즈호운도조역(瑞穂運動場駅)으로 영업 개시.
- 2004년 10월 6일: 메이조 선 미즈호운도조히가시 역이 개업하면서, 미즈호운도조니시역으로 역명 변경.
- 2011년 6월 25일: 스크린도어 사용 개시.

## 사진

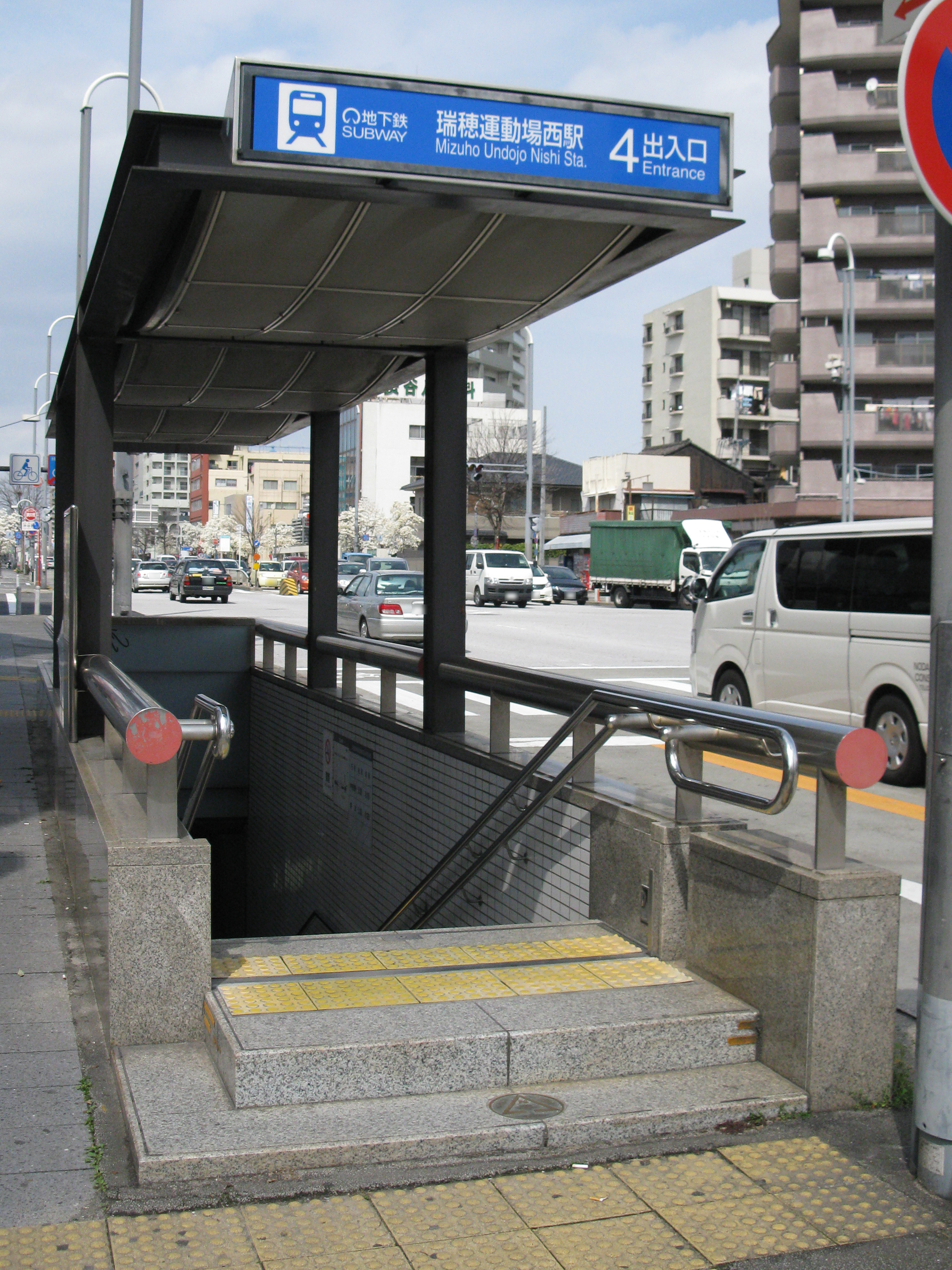
4번 출입구

## 인접역
| 나고야 시 교통국 ■ 지하철 사쿠라도리 선 | 나고야 시 교통국 ■ 지하철 사쿠라도리 선 | 나고야 시 교통국 ■ 지하철 사쿠라도리 선 |
| --------------------------------------- | --------------------------------------- | --------------------------------------- |
| S 12 미즈호쿠야쿠쇼 다이코도리 방면     |                                         | 아라타마바시 S 14 도쿠시게 방면         |